# Eleccions legislatives belarusses de 2024
El 25 de febrer de 2024 se celebraran eleccions legislatives a Belarús.

## Context
Les protestes del 2020-2021 van ser una sèrie de manifestacions polítiques massives i protestes contra el govern bielorús i el president autoritari Aleksandr Lukaixenko.

## Sistema electoral
Els 110 membres de la Cambra de Representants van ser elegits en circumscripcions uninominals mitjançant votació per majoria simple.